# Unkei
Unkei (jap. 運慶; ur. w 1151, zm. w 1223) – rzeźbiarz japoński specjalizujący się w posągach Buddy i postaciach historycznych należących do tradycji buddyjskiej. Syn Kōkei, przybrany brat Kaikei. Jego dzieła charakteryzują się realizmem i ekspresją. Ojciec Tankei. 